# Bauen mit Holz
Bauen mit Holz (Eigenschreibweise BAUEN MIT HOLZ) ist eine deutsche Fachzeitschrift für die Planung und Ausführung im konstruktiven Holzbau. In elf Ausgaben pro Jahr erscheinen technische Fachinformationen sowie Informationen zum Branchen- und Marktgeschehen.

## Geschichte
Die Geschichte der  Zeitschrift „Bauen mit holz“ ist eng mit der  des Berufsverbands „Holzbau Deutschland - Bund Deutscher Zimmermeister im Zentralverband Deutsches Baugewerbe“ und dessen Vorgängerorganisationen verbunden.
Ernst Müller und Georg Herrmann gründeten 1898 in Mannheim eine badische Zimmermeisterzeitung, der sie den Namen „Süddeutsche Zimmermeister-Zeitung“ gaben. Fünf Jahre später gründete sich in Hannover (unter anderem ebenfalls auf Initiative von Georg Herrmann) der Berufsverband „Bund Deutscher Zimmermeister e.V.“ (BDZ). Der BDZ übernahm die „Süddeutsche Zimmermeister-Zeitung“ als Verbandsorgan, nun unter dem Titel „Deutsche Zimmermeister-Zeitung“.
Der Verband gliederte 1920 seine verlegerischen Aktivitäten in die neugegründete „Fachblatt-Verlags GmbH“ aus. Dieser Verlag übernahm die Publikation des Verbandsorgans, nun unter dem Titel „Der Deutsche Zimmermeister“. In den 1930er Jahren veränderten sich abermals die Verlagsverhältnisse. Unter der Herrschaft der Nationalsozialisten war es Berufsverbänden verboten, selbstständig zu publizieren.   Albert Bruder, Redakteur der Zeitschrift, kaufte dem Verband seine verlegerischen Aktivitäten ab und gründete damit 1936 den Bruderverlag. Da sich „Der Deutsche Zimmermeister“ an die Betriebsinhaber wendete, gründete   Albert Bruder für den Berufsnachwuchs im gleichen Jahr die Zeitschrift „DER ZIMMERMANN“.
Im Jahr 1960 erfolgte die Umbenennung von „Der Deutsche Zimmermeister“ in den heute noch aktuellen Namen „Bauen mit holz“. Seit 1993 ist die „Bauen mit holz“ nicht mehr das offizielle Organ des Zimmererverbands, sondern agiert als unabhängige Fachzeitschrift.
Bauen mit holz ist Förderpartner des Holzbau Deutschland Institut und Medienpartner der Informationsverein Holz.